# Sông Cầu Chày
Sông Cầu Chày , sông Ngọc Chùy,hay sông Chày là phụ lưu của sông Mã, thuộc tỉnh Thanh Hóa, Việt Nam.Sông Chày đã gắn liền với tuổi thơ của rất nhiều lứa tuổi,con Sông mang lại nhiều nguồn lợi thủy sản tự nhiên như Hến ,Ốc ,Cá.... Hai bên bờ đê được phù xa nhiều năm bồi đắp nên rất thích hợp cho trồng trọt và chăn nuôi ,tận dụng lợi thế nên rất nhiều trang trại được xây dựng lên . Trải qua nhiều cuộc chiến tranh  thì trên sông hiện tại vẫn còn nhiều vết tích bom mìn.Là một nhánh sông nhỏ chiều rộng lòng sông nhỏ nên mỗi khi có mưa bão về nước lên rất nhanh và trở nên rất nguy hiểm và đến những năm hiện tại đã có nhiều vụ đuối nước tại nạn rất thương tâm ..
https://baovephapluat.vn/kinh-te/giao-thong-bot/tai-xe-taxi-mat-tich-sau-khi-lao-xuong-song-cau-chay-75077.html
https://kinhtenongthon.vn/thanh-hoa-vo-de-song-cau-chay-day-may-xuc-xuong-chan-dong-nuoc-lu-post9631.html
Đến những năm 2022 trên sông đã được nhà nước đầu tư nhiều cầu đường mới nhưng chưa dụng được bao lâu thì sự xuống cấp đã thể hiện rõ.
https://www.vietnamplus.vn/thanh-hoa-mua-lon-keo-dai-de-song-cau-chay-bi-nut-va-sat-lo/402408.vnp
http://daidoanket.vn/de-song-cau-chay-keu-cuu-509696.html
https://thanhhoaexpress.vn/de-song-cau-chay-25-ty-su-dung-hon-1-nam-da-xuong-cap.html Lưu trữ ngày 9 tháng 12 năm 2022 tại Wayback Machine
Sông Cầu Chày dài dài 87 km, khởi nguồn từ núi Đàn thuộc huyện Ngọc Lặc, chảy qua các huyện Lang Chánh, Thọ Xuân, Yên Định và Thiệu Hóa rồi hợp với sông Mã ở hạ lưu.
Đồng sửa trích: NGUYỄN QUỐC KHÁNH một người con của Yên Định Thanh Hóa
Nước sông Cầu Chày rất đục và cạn. Dân gian có câu: sông Cầu Chày chó chạy đứt đuôi.